# Gisela Drossbach
Gisela Drossbach ist eine deutsche Historikerin.
Sie studierte Geschichte, Kunstgeschichte und Italianistik in Konstanz, Florenz, Rom und München. Nach der Promotion in mittelalterlicher Geschichte 1993 in München und der Habilitation in mittelalterlicher Geschichte 2002 in Dresden ist sie Privatdozentin an der TU Dresden. Seit Mai 2006 ist sie wissenschaftliche Mitarbeiterin am Leopold-Wenger-Institut für Rechtsgeschichte der LMU München. Im August 2012 wurde sie außerplanmäßige Professorin an der Universität Augsburg und im Oktober 2008 außerplanmäßige Professorin an der Technischen Universität Dresden.
Ihre Forschungsschwerpunkte sind mittelalterliche Rechtshandschriften, mittelalterliches Kirchenrecht, Text-Bild Beziehung, Hospitalgeschichte und Geschichte religiöser Institutionen, Adel in Bayern, europäische Regionalgeschichte sowie bayerische und schwäbische Landesgeschichte.

## Schriften (Auswahl)
- Die „Yconomica“ des Konrad von Megenburg. Das „Haus“ als Norm für politische und soziale Strukturen. Köln 1997, ISBN 3-412-15396-6.
- Christliche Caritas als Rechtsinstitut. Hospital und Orden von Santo Spirito in Sassia (1198–1378). Paderborn 2005, ISBN 3-506-71766-9.
- als Herausgeberin mit Gottfried Kerscher: Utilidad y decoro. Zeremoniell und symbolische Kommunikation in den „Leges Palatinae“ König Jacobs III. von Mallorca (1337). Wiesbaden 2013, ISBN 3-89500-926-1.
- als Herausgeberin mit Gerhard Wolf: Caritas im Schatten von Sankt Peter. Der Liber Regulae des Hospitals Santo Spirito in Sassia: eine Prachthandschrift des 14. Jahrhunderts. Regensburg 2015, ISBN 3-7917-2684-6.